# Габер-Влынский, Адам Мечиславович
Адам Мечиславович Габер-Влынский (пол. Adam Haber-Włyński, 1883, Львов — 1921, Люблин) — пионер авиации, работавший во Франции, России и Польше, лётчик-испытатель московского авиазавода «Дукс» и люблинского Plage i Laśkiewicz.
Адам Габер-Влынский родился в бедной польской семье во Львове, в то время — на территории Австро-Венгрии. В начале XX века выступал в Санкт-Петербурге профессиональным велогонщиком, затем обучался пилотированию во Франции у Луи Блерио и Анри Фармана. В 1910 году привёз в Россию собственный аэроплан Farman IV и занялся показательными полётами. Выступал на авиационных шоу в Баку (октябрь 1910) и Москве (июнь 1911), с конца 1911 года — штатный шеф-пилот завода «Дукс» и инструктор авиашколы на Ходынке. В 1913 году установил шесть всероссийских авиационных рекордов, победил на Третьей авиационной неделе в Москве, одним из первых освоил «петлю Нестерова». 11 сентября 1913 года сумел благополучно посадить самолёт после того, как у него в полёте оторвался двигатель. В начале 1914 года работал инструктором по пилотажу во Франции на фирме Леона Морана. 14 апреля 1914 года в Москве выполнил в одном полёте пятнадцать «мёртвых петель». 9 мая 1914 года потерпел катастрофу при облёте аэроплана производства завода «Дукс». Механик, сопровождавший Габера в полёте, погиб, а сам Габер перед столкновением аэроплана с землёй выпрыгнул и получил тяжёлые переломы. Так он невольно стал «первым знаменитым пациентом» недавно построенной на Ходынке Солдатенковской больницы. К началу Первой мировой войны Габер вернулся в строй; будучи австрийским подданным, он не служил в российских войсках, а продолжил работу на авиазаводе. Всего за шесть лет он облетал более тысячи самолётов.
После Октябрьской революции Габер уехал в Польшу, работал лётчиком-испытателем и инструктором в Люблине. 21 июня или 21 июля 1921 года погиб при испытаниях первого выпущенного в Польше лицензионного биплана Ansaldo A.1 Balilla.